# Carl Schachter
Carl E. Schachter (* 1. Juni 1932 in Chicago) ist ein US-amerikanischer Musiktheoretiker und -pädagoge.

## Leben
Carl Schachter schloss im Alter von 16 Jahren die Austin High School ab und begann ein Studium am Mannes College of Music. Seine Lehrer waren Sara Levee, Isabelle Vengerova und Israel Citkowitz im Fach Klavier und Carl Bamberger im Fach Dirigieren. Außerdem studierte er Musiktheorie bei Felix Salzer, einem Schüler von Heinrich Schenker, mit dem er später sein einflussreiches Buch Counterpoint in Composition herausgab. Er erhielt einen Bachelor of Science am Mannes College, den Mastergrad im Fach Musikwissenschaft an der New York University und den Doktorgrad wieder am Mannes College.
Ab 1956 unterrichtete Schachter am Mannes College of Music zunächst an der Techniques of Music Faculty. Von 1958 bis 1962 leitete er dort das Theory Department, danach war er bis 1966 Dekan des College und bis 1973 Leiter des Techniques of Music Department. Außerdem war er Professor für Musik am Queens College und ab 1972 am CUNY Graduate Center, von 1993 bis 1996 in der Position des Distinguished Professor of Music; seit 1998 unterrichtete er zudem an der Juilliard School of Music. Zudem hatte er Gastprofessuren am Hunter College, der Binghamton University, der Harvard University und der École normale supérieure de jeunes filles inne. Zu seinen Schülern zählten u. a. Murray Perahia, Richard Goode, Frederica von Stade, Rami Bar-Niv, Chung Myung-whun und Edward Aldwell, der 1978 mit Schachter den Klassiker Harmony and Voice Leading verfasste.

## Schriften
- The Art of Tonal Analysis: Twelve Lessons in Schenkerian Theory
- (mit Felix Salzer) Counterpoint in Composition
- (mit Edward Aldwell) Harmony and Voice Leading
- (mit Joseph N. Straus): Unfoldings: Essays in Schenkerian Theory and Analysis